# Estrella Galicia
Estrella Galicia è un marchio di birra pale lager, prodotto dalla società Hijos de Rivera e con sede a La Coruña.
Il birrificio Estrella Galicia (Stella della Galizia) è stato fondato nel 1906 da José María Rivera Corral al suo ritorno in Galizia dopo aver viaggiato a Cuba e in Messico.
L'azienda è tuttora a conduzione completamente familiare e la produzione annuale è di circa 200 milioni di litri.

## Sponsorizzazione
Estrella Galicia dal 2016 sponsorizza il pilota di Formula 1 Carlos Sainz Jr. e dal 2019 la McLaren Racing in un accordo pluriennale. Dopo il passaggio del pilota spagnolo alla Ferrari nel 2021, l'azienda ha stretto un accordo di sponsorizzazione con la scuderia di Maranello.
Nel Motomondiale è title sponsor del team Monlau fino al 2020, anno della chiusura di questo team in questo campionato. Dal 2015 sponsorizza il team Marc VDS Racing. Attualmente sponsorizza anche i fratelli Marquez, ovvero Álex Márquez e Marc Márquez.
Sempre in ambito sportivo Estrella Galicia sponsorizza anche il Celta de Vigo, il Deportivo La Coruña, il Lugo e il Real Valladolid. La società sponsorizza anche la famosa serie Netflix La casa di carta.